# Улица Генерала Хлебникова
У́лица Генера́ла Хле́бникова — улица в юго-восточной части города Иваново. Располагается в Ленинском районе. Начинается от Лежневской улицы и идёт в восточном направлении до улицы Куконковых. Протяжённость 2,2 км.

## Происхождение названия
Появилась в 1981 году в результате объединения 6-й Земледельческой улицы и 8-й Южной улицы. Названа в честь Героя Советского Союза генерал-полковника артиллерии, почётного гражданина города Иваново Хлебникова Николая Михайловича

## Архитектура
Застройка смешанная: дома от 1 до 15 этажей. В районе Лежневской улицы и 30-го микрорайона расположены высотные здания советского типа. В районе улицы Кудряшова и Шубиных застроена одноэтажными жилыми домами.
В связи со строительством нового Московского микрорайона и производством земляных работ по строительству канализационного коллектора движение автотранспорта по улице на участке от 1-й Полевой улицы до 2-й Полевой улицы во второй половине 2009 года было ограничено. В 2004 году на участке, прилегающем к 30-му микрорайону, был возведён деревянный храм Серафима Саровского (ул. Генерала Хлебникова, 32а), рядом построен каменный шатровый храм Пресвятой Богородицы.
В первой половине 2010 года началось строительство новой модернизированной дороги, целью которой облегчить передвижение по улицам Лежневской, Куконковых и проспекту Строителей. Модернизация является частью строительных работ по благоустройству Московского микрорайона. В 2009—2010 г. для расширения дороги несколько частных домов было снесено. В 2011 году был модернизирован ещё один участок дороги до улицы Кудряшова. В 2013 году началась модернизация канализационного коллектора на участке от улицы Кудряшова до улицы Шубиных, а в 2014 году на этом участке была построена 4-полосная дорога, и таким образом модернизация улицы была завершена.

## Транспорт
Маршрутное такси: 28, 29, 35

## Фотографии

Неотремонтированный участок дороги по улице. На переднем плане частные дома подлежащие сносу. 2010 год
Модернизированный участок дороги. 2010 год